# خالد عيد
خالد عيد (ولد في 29 مارس 1964 في المحلة الكبرى)، لاعب كرة قدم مصري سابق في مركز المهاجم، عمل بعد اعتزاله اللعب مديرا فنيا لنادي طنطا، ثم مدربا لنادي غزل المحلة حتى إقالته في سبتمبر 2021، وهو شقيق صابر عيد لاعب المنتخب المصري السابق وغزل المحلة.

## مسيرته المهنية
تولى الإدارة الفنية لنادي طنطا في 20 ديسمبر 2014 خلال الدور الثاني بـدورى القسم الثاني خلفًا لعبد الله الصاوي الذي اعتذر عن استكمال المهمة وتقدم باستقالته.
| النادي         | من             | إلى            | المدة بالأيام | الوظيفة  | المباريات     | المباريات | المباريات | المباريات |
| النادي         | من             | إلى            | المدة بالأيام | الوظيفة  | عدد المباريات | فاز       | تعادل     | خسر       |
| -------------- | -------------- | -------------- | ------------- | -------- | ------------- | --------- | --------- | --------- |
| غزل المحلة     | 11 يناير 2009  | 20 مارس 2009   | 68            | مدير فني | 8             | 2         | 3         | 3         |
| سمنود          | 9 نوفمبر 2010  | 1 يوليو 2012   | 600           | مدير فني |               |           |           |           |
| شربين          | 2 سبتمبر 2012  | 28 ديسمبر 2012 | 117           | مدير فني |               |           |           |           |
| الرجاء         | 10 يناير 2014  | 29 أغسطس 2014  | 231           | مدير فني | 21            | 8         | 5         | 8         |
| الأسيوطي سبورت | 29 أغسطس 2014  | 13 أكتوبر 2014 | 45            | مدير فني | 4             | 0         | 1         | 3         |
| طنطا           | 21 ديسمبر 2014 |                | 801           | مدير فني | 23[1]         | 6         | 5         | 12        |